# Dejlig er den himmel blå

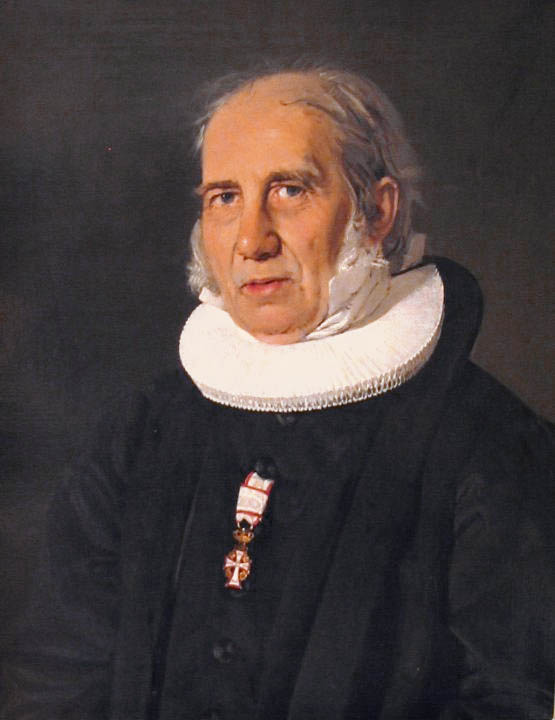
N. F. S. Grundtvig (1783 - 1872), in un ritratto di C. A. Jensen

Dejlig er den himmel blå ("Incantevole è il cielo blu") è un tradizionale canto natalizio danese il cui testo è stato scritto nel 1810 (originariamente con il titolo De hellige tre Konger, ovvero "I tre re santi") da Nicolai Frederik Severin Grundtvig (1783 - 1872) e in seguito revisionato nel 1853. La melodia è di Thomas Laub (edizione del 1810) e di Jacob Gerhard Meidell (edizione del 1853).

## Storia
Nel 1853, il testo fu revisionato dallo stesso Grundtvig, che ridusse anche il numero delle strofe, dalle originali diciannove alle attuali sette.

## Testo
Il testo, di carattere religioso, parla della Nascita di Gesù e dell'arrivo a Betlemme dei Re Magi.

## Versioni in altre lingue
Il brano è stato adattato in svedese con il titolo Härlig är Guds himmel blå (a opera di Severin Cavallin, 1873) e come Himlen är så härligt blå (a opera di Sven Christer Swahn, 1978).